# Kenneth Irby
Pour les articles homonymes, voir Irby.
Kenneth Lee Irby, né le 18 novembre 1936 à Bowie dans l'État du Texas et mort le 30 juillet 2015 au Lawrence Memorial Hospital (Kansas) (en) est un poète, essayiste, anthologiste et universitaire américain. Il est avec Robert Duncan, Ed Dorn (en), Robert Creeley, Charles Olson et d'autres un auteur majeur du renouveau de la vie poétique aux Etats Unis.

## Biographie
Kenneth Lee Irby est né à Bowie, Texas en 1936. Il est le fils d'un médecin, Addison Craft Irby, et d'une infirmière, Dora Elizabeth Irby.
En 1940, la famille Irby part s'installer à Fort Scott, Kansas. Kenneth y passe sa jeunesse jusqu'à ce qu'il entre à l'université du Kansas à Lawrence. Il passe son Bachelor of Arts d'histoire en 1958. Il poursuit des études à Harvard où il soutient son Master of Arts en langues et civilisations orientales en 1960.
De 1960 à 1962, il est appelé à l'armée. Une fois démobilisé, il entre à l'université de Californie où il obtient un Master of Library Science (M.L.S) en 1968.
Après avoir occupé divers postes de professeur d'université, il intègre l'université du Kansas de 1985 à 2012.
La poésie de Kenneth Irby est inspirée par les interactions entre les vastes espaces de l'Ouest américain et la subjectivité. Son œuvre est une célébration amoureuse des paysages de l'Ouest.

### Carrière universitaire
- 1985-2012 : professeur à l'université du Kansas.
- 1974-75 : maître assistant à la Tufts University de Medford dans le Massachusetts.
- 1973-74 : professeur associé au English Institute de l'université de Copenhague.
- 1971-72 : chargé de TD à la Tufts University de Medford.

## Œuvres

### Recueils de poèmes
- The Oregon Trail, Lawrence, Kansas, Dialogue Press, 1963, n.c. (OCLC 1745756),
- The Roadrunner Poem, Placitas, Nouveau Mexique, Duende, 1964, 20 p. (OCLC 3556898),
- Movements/Sequences, Placitas, Nouveau Mexique, Duende, 1965, 36 p. (OCLC 4256498),
- Kansas-New Mexico, Lawrence, Kansas, Terrence Williams, coll. « Formula series » (no 1), 1965, 17 p. (OCLC 5076417),
- The Flower of having passed through Paradise in a Dream : poems, 1967, Annandale-on-Hudson, Etat de New York, Kelly, 1968, 30 p. (OCLC 4467812),
- Relation : Poems 1965 - 1966, Los Angeles, Californie, Black Sparrow Press, 1970, 78 p. (ISBN 9780876850138),
- Orexis, Barrytown, État de New York, Station Hill (réimpr. 1981) (1re éd. 1970), 32 p. (ISBN 9780930794170),
- To Max Douglas, Lawrence, Kansas, Tansy-Pegleg Press (réimpr. 1974) (1re éd. 1971), 34 p. (OCLC 1736962),
- Archipelago, Willits, Californie, Tuumba Press, 1976, 23 p. (OCLC 3015597),
- For the Snow Queen, Lawrence, Kansas, Tansy Press, 1976 (OCLC 3936058),
- In Excelsis Borealis, Cambridge, État de New York, White Creek Press, 1976, 4 p. (OCLC 4679321),
- Catalpa, Lawrence, Kansas, Tansy Press, 1977, 111 p. (OCLC 3704867),
- From Some Etudes, Lawrence, Kansas, Tansy Press, 1978, 10 p. (OCLC 4653936),
- Riding the Dog, Greensburg, Pennsylvanie, Zelot Press, coll. « Zelot » (no 4), 1982, 7 p. (OCLC 8539844),
- Call Steps, Barrytown, État de New York, Station Hill Press (réimpr. 1992, 2010) (1re éd. 1991), 149 p. (ISBN 9780882680903),

### Anthologie
- Ridge to Ridge : Poems 1990-2000, Ann Arbor, Michigan, Other Wind Press, 2001, 58 p. (ISBN 9780962604669),

### Œuvres poétiques complètes
- Kyle Waugh (dir.) et Cyrus Console (dir.), The Intent On: Collected Poems, 1962-2006, North Atlantic Books, 2009, 704 p. (ISBN 9781556438332),

### Essais
- In the beginning : Sisters Creek Beach, a Tasmanian Family starts a Town, Sisters Creek Beach, Tasmanie, Kenneth A. Irby, 1972, 36 p., p. 220696178,
- Studies : Cuts Shots Takes, Lawrence, Kansas, First Intensity Press, 2001, 48 p. (ISBN 9781889960050),

### Divers
- Llama's allmanac  (ill. Linda Parker), Gloucester, Massachusetts, Llama's Allmanac, 1972, 105 p. (OCLC 20587935),

## Archives
Les archives et manuscrits de Kenneth Irby sont déposés à l'université du Kansas.

## Prix et distinctions
- 2010, lauréat du Shelley Memorial Award délivré par la Poetry Society of America[3].

- The Gertrude Stein Awards in Innovative American Poetry

### Documents audio et audiovisuels
- Lectures et conférences de Kenneth Irby sur le site PennSound de l'université de Pennsylvanie[9].